# اجاق‌لی
اجاق‌لی (به ترکی آذربایجانی: Ocaqlı) یک منطقه مسکونی در جمهوری آذربایجان است که در شهرستان جلیل‌آباد واقع شده است. اجاق‌لی ۴۱۶۷ نفر جمعیت دارد.